# Ean Lewis
Ean Paul Lewis (Dangriga, Belice, 25 de febrero de 1991) es un futbolista beliceño que juega como delantero en el Belize Defence Force de la Liga Premier de Belice. Es internacional con la selección de fútbol de Belice.

## Carrera

### Clubes
| Club                 | País   | Año       |
| -------------------- | ------ | --------- |
| Wagiya FC            | Belice | 2015-2016 |
| Belize Defence Force | Belice | 2016-     |

### Selección nacional
Debutó internacionalmente durante la gestión del entrenador Vincenzo Alberto Annese, el 30 de agosto de 2019 en un partido amistoso 1-1 contra San Vicente y las Granadinas. Su debut en competencia oficial fue el 8 de septiembre de 2019, en un partido de la Liga de Naciones de CONCACAF contra Granada en una derrota por 1-2.
El 17 de noviembre de 2019, Lewis anotó su primer gol con Belice contra la Guayana Francesa, que no es miembro de la FIFA, en la victoria por 2-0.